# Queen of the Clouds
„Queen of the Clouds” este albumul de debut al interpretei suedeze Tove Lo. Acesta a fost lansat la data de 24 septembrie 2014 prin intermediul casei de discuri Island Records. Albumul urmează primul ei extended play Truth Serum și include discurile single de succes „Habits (Stay High)” și „Talking Body”. Artista a lucrat cu diferiți compozitorii și producătorii precum The Struts, Klas Åhlund, Alexander Kronlund, Alx Reuterskiöld, și Captain Cuts. Liric, temele albumului se concentrează pe etapele unei relații, inclusiv pasiunea, dragostea și destrămările.
Albumul a obținut în general recenzii pozitive de la criticii de muzică care au lăudat producția și conținutul liric. La data de 25 septembrie 2015 o ediție Blueprint al albumului a fost a anunțată, care include piese de pe Truth Serum, o nouă versiune al piesei „Moments”, de asemenea piesa „Not Made for This World” original o piesă bonus pentru Spotify, și o versiune explicită al piesei „Scream My Name” de pe coloana sonoră al filmului Jocurile foameiː Revolta - Partea 1.

## General
Queen of the Clouds este urmarea primului său extended play Truth Serum. Albumul este împărțit în trei secțiuniː „The Sex”, „The Love” și „The Pain”. Similar temei unei relații otrăvite din Truth Serum, albumul se concentrează pe o despărțire și oferă o poveste completă despre suferințele ei romantice. Artista și-a descris muzica ca pe un terapeut unde putea să cânte despre lucruri în care nu ar fi îndrăznit să vorbească în mod normal. Titlul albumului a venit din cântecul său „Not on Drugs” și descrie noul ei stil de viață care călătorește în lume după succesul primului său EP. Artista a spus că reprezintă sentimentul de „plutire pe partea de sus a lumii” și că era important ca titlul albumului să o reprezinte.

## Ordinea pieselor pe disc
| Nr. | Titlu                                                   | Textier(i)                                                   | Durată | Note |
| --- | ------------------------------------------------------- | ------------------------------------------------------------ | ------ | ---- |
| 01. | „The Sex (Intro)”                                       | Tove Lo                                                      | 0:06   | —    |
| 02. | „My Gun”                                                | Tove Lo, Daniel Ledinsky, Jakob Jerlström, Ludvig Söderberg  | 3:36   | —    |
| 03. | „Like Em Young”                                         | Tove Lo, Jakob Jerlström, Ludvig Söderberg                   | 3:39   | —    |
| 04. | „Talking Body”                                          | Tove Lo, Jakob Jerlström, Ludvig Söderberg                   | 3:58   | [A]  |
| 05. | „Timebomb”                                              | Tove Lo, Klas Åhlund, Alexander Kronlund                     | 3:34   | [A]  |
| 06. | „The Love (Interlude)”                                  | Tove Lo                                                      | 0:05   | —    |
| 07. | „Moments”                                               | Tove Lo                                                      | 3:22   | [A]  |
| 08. | „The Way That I Am”                                     | Tove Lo, Ali Payami                                          | 3:07   | —    |
| 09. | „Got Love”                                              | Tove Lo, Alx Reuterskiöld, Jakob Jerlström, Ludvig Söderberg | 3:48   | [B]  |
| 10. | „Not on Drugs”                                          | Tove Lo, Alx Reuterskiöld, Ludvig Söderberg, Jakob Jerlström | 3:02   | [A]  |
| 11. | „The Pain (Interlude)”                                  | Tove Lo                                                      | 0:05   | —    |
| 12. | „Thousand Miles”                                        | Tove Lo, Mike "Scribz" Riley                                 | 3:34   | [B]  |
| 13. | „Habits (Stay High)”                                    | Tove Lo, Ludvig Söderberg, Jakob Jerlström                   | 3ː29   | [A]  |
| 14. | „This Time Around”                                      | Tove Lo, Nate Campany, Kyle Shearer                          | 4:04   | —    |
| 15. | „Run on Love (QOTC Edit)” (în colaborare cu Lucas Nord) | Lucas Nordqvist, Tove Lo                                     | 4:00   | [A]  |
| 16. | „Love Ballad”                                           | Tove Lo, Ludvig Söderberg, Jakob Jerlström                   | 3ː30   | [A]  |
| 16. | „Habits (Stay High) (Hippie Sabotage Remix)”            | Tove Lo, Jakob Jerlström, Ludvig Söderberg                   | 4ː18   | [A]  |

Note
- A ^ Extras pe disc single.
- B ^ Cântecul a fost lansat ca și un cântec promoțional.